# Pedalklaviatur

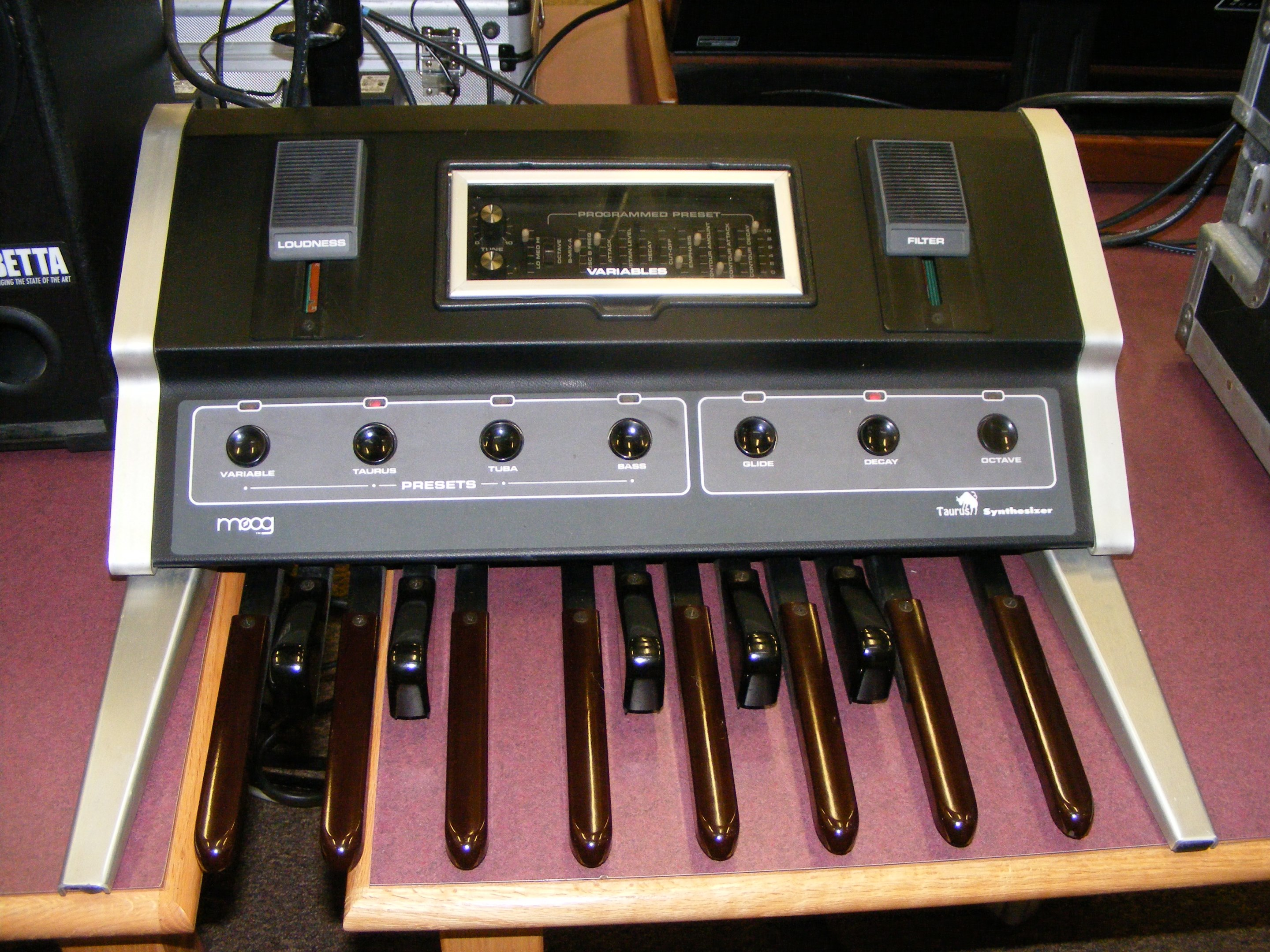
Ett exempel på ett pedalklaviatur, här en Moog Taurus.

Pedalklaviatur, pedalklav eller ofta bara pedal, även (pedal-)tastatur, benämns en klaviatur på en orgel (eller pedalklavikord eller dito piano) som är avsedd att spelas med fötterna. På orgeln är pedalklaviaturen (pedalverket) ofta kopplad till (regerar) en egen avdelad grupp pipor i pipverket (då kallad pedalverk); i de flesta orglar kan man också via koppel låta pedalen traktera något av manualverken. Ibland kan också en eller flera manualstämmor vara nedtransmitterade till pedalen, så att de kan spelas oberoende på båda håll.
Cembalon har ibland pedaler för att koppla in och ur register. I pianot finns pedal för stegrad klangverkan, fortepedal, samt pedal med dämpande effekt, pianopedal, ibland också en tredje pedal för sostenutoverkan. Harpan har sju pedaler för omstämning.

## Tast
Tast (plur. taster) kallas de stora tangenterna i pedalklaviaturen.